# Edward Stettinius junior

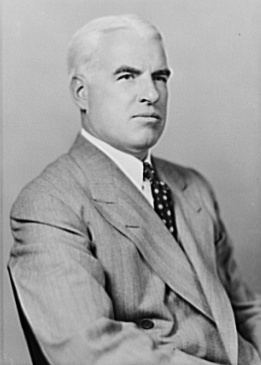
Edward Stettinius (1941)

Edward Reilly Stettinius, Jr. (* 22. Oktober 1900 in Chicago, Illinois; † 31. Oktober 1949 in Greenwich, Connecticut) war ein US-amerikanischer Diplomat und Politiker (Demokratische Partei). Er fungierte als Außenminister der Vereinigten Staaten unter den Präsidenten Franklin D. Roosevelt und Harry S. Truman.
Stettinius war zunächst in der Chefetage von General Motors tätig, später bei US Steel, bis ihn Präsident Roosevelt in die Politik holte. Im Spätsommer 1941 übernahm er von Harry Hopkins die Leitung des Lend-Lease-Programms, bis die Lend-Lease-Administration 1943 von Leo Crowley in die Foreign Economic Administration übernommen wurde. 1943 wurde er Vize-Außenminister (United States Under Secretary of State), ehe er am 1. Dezember 1944 dem mit gesundheitlichen Problemen kämpfenden Cordell Hull im Amt des Secretary of State folgte. Nach dem Tod von Präsident Roosevelt im April 1945 gehörte er noch zweieinhalb Monate dem Kabinett von dessen Nachfolger Truman an, ehe er von James F. Byrnes abgelöst wurde.
Stettinius war maßgeblich an der Gründung der Vereinten Nationen beteiligt und war auch der erste UN-Botschafter der USA. Nach Meinungsverschiedenheiten zwischen ihm und Präsident Truman trat Stettinius 1946 von seinen Positionen zurück.

## Werke
- Lend-lease – Weapon for Victory. MacMillan 1944
- Roosevelt and the Russians – The Yalta Conference. 1950